# Elezioni politiche in Italia del 1963 per circoscrizione (Camera dei deputati)
Le elezioni politiche in Italia del 1963 nelle circoscrizioni della Camera dei deputati videro i seguenti risultati.

## Risultati

### Circoscrizione Torino-Novara-Vercelli
| Liste                                            | Voti      | %     | Seggi |
| ------------------------------------------------ | --------- | ----- | ----- |
| Democrazia Cristiana                             | 611 964   | 32,66 | 11    |
| Partito Comunista Italiano                       | 471 189   | 25,14 | 9     |
| Partito Socialista Italiano                      | 283 222   | 15,11 | 5     |
| Partito Liberale Italiano                        | 224 296   | 11,97 | 4     |
| Partito Socialista Democratico Italiano          | 171 909   | 9,17  | 3     |
| Movimento Sociale Italiano                       | 46 750    | 2,49  | 1     |
| Partito Democratico Italiano di Unità Monarchica | 31 431    | 1,68  | –     |
| Partito Autonomo Pensionati d'Italia             | 12 711    | 0,68  | –     |
| Partito Repubblicano Italiano                    | 12 327    | 0,66  | –     |
| Concentrazione di Unità Rurale                   | 6 158     | 0,33  | –     |
| Movimento Politico Cattolico Italiano            | 1 939     | 0,10  | –     |
| Totale                                           | 1 873 896 | 100   | 33    |

### Circoscrizione Cuneo-Alessandria-Asti
| Liste                                            | Voti    | %     | Seggi |
| ------------------------------------------------ | ------- | ----- | ----- |
| Democrazia Cristiana                             | 365 278 | 43,35 | 7     |
| Partito Comunista Italiano                       | 158 400 | 18,80 | 3     |
| Partito Socialista Italiano                      | 106 461 | 12,63 | 2     |
| Partito Liberale Italiano                        | 83 254  | 9,88  | 1     |
| Partito Socialista Democratico Italiano          | 75 152  | 8,92  | 1     |
| Partito Repubblicano Italiano                    | 18 301  | 2,17  | –     |
| Movimento Sociale Italiano                       | 14 298  | 1,70  | –     |
| Concentrazione di Unità Rurale                   | 10 840  | 1,29  | –     |
| Partito Democratico Italiano di Unità Monarchica | 10 689  | 1,27  | –     |
| Totale                                           | 842 673 | 100   | 14    |

### Circoscrizione Genova-Imperia-La Spezia-Savona
| Liste                                            | Voti      | %     | Seggi |
| ------------------------------------------------ | --------- | ----- | ----- |
| Democrazia Cristiana                             | 387 343   | 32,24 | 8     |
| Partito Comunista Italiano                       | 341 507   | 28,42 | 7     |
| Partito Socialista Italiano                      | 186 130   | 15,49 | 3     |
| Partito Liberale Italiano                        | 115 185   | 9,59  | 2     |
| Partito Socialista Democratico Italiano          | 91 516    | 7,62  | 2     |
| Movimento Sociale Italiano                       | 46 581    | 3,88  | 1     |
| Partito Repubblicano Italiano                    | 13 526    | 1,13  | –     |
| Partito Democratico Italiano di Unità Monarchica | 12 633    | 1,05  | –     |
| Partito Autonomo Pensionati d'italia             | 5 212     | 0,43  | –     |
| Concentrazione di Unità Rurale                   | 1 862     | 0,15  | –     |
| Totale                                           | 1 201 495 | 100   | 23    |

### Circoscrizione Milano-Pavia
| Liste                                            | Voti      | %     | Seggi |
| ------------------------------------------------ | --------- | ----- | ----- |
| Democrazia Cristiana                             | 806 576   | 31,92 | 15    |
| Partito Comunista Italiano                       | 613 603   | 24,29 | 11    |
| Partito Socialista Italiano                      | 463 666   | 18,35 | 9     |
| Partito Liberale Italiano                        | 285 215   | 11,29 | 5     |
| Partito Socialista Democratico Italiano          | 172 279   | 6,82  | 3     |
| Movimento Sociale Italiano                       | 108 764   | 4,30  | 2     |
| Partito Democratico Italiano di Unità Monarchica | 30 841    | 1,22  | –     |
| Partito Repubblicano Italiano                    | 15 266    | 0,60  | –     |
| Concentrazione di Unità Rurale                   | 11 365    | 0,45  | –     |
| Movimento Combattenti Italiani                   | 9 874     | 0,39  | –     |
| Partito Autonomo Pensionati d'Italia             | 6 718     | 0,27  | –     |
| Movimento Politico Cattolico Italiano            | 2 433     | 0,10  | –     |
| Totale                                           | 2 526 600 | 100   | 45    |

### Circoscrizione Como-Sondrio-Varese
| Liste                                            | Voti    | %     | Seggi |
| ------------------------------------------------ | ------- | ----- | ----- |
| Democrazia Cristiana                             | 413 203 | 46,04 | 9     |
| Partito Socialista Italiano                      | 177 803 | 19,81 | 4     |
| Partito Comunista Italiano                       | 122 130 | 13,61 | 2     |
| Partito Liberale Italiano                        | 75 098  | 8,37  | 1     |
| Partito Socialista Democratico Italiano          | 67 813  | 7,56  | 1     |
| Movimento Sociale Italiano                       | 26 966  | 3,00  | –     |
| Partito Democratico Italiano di Unità Monarchica | 10 708  | 1,19  | –     |
| Partito Repubblicano Italiano                    | 3 843   | 0,43  | –     |
| Totale                                           | 897 564 | 100   | 17    |

### Circoscrizione Brescia-Bergamo
| Liste                                            | Voti    | %     | Seggi |
| ------------------------------------------------ | ------- | ----- | ----- |
| Democrazia Cristiana                             | 543 767 | 55,37 | 12    |
| Partito Socialista Italiano                      | 149 184 | 15,19 | 3     |
| Partito Comunista Italiano                       | 119 925 | 12,21 | 2     |
| Partito Socialista Democratico Italiano          | 58 540  | 5,96  | 1     |
| Partito Liberale Italiano                        | 57 020  | 5,81  | 1     |
| Movimento Sociale Italiano                       | 32 030  | 3,26  | –     |
| Partito Democratico Italiano di Unità Monarchica | 11 583  | 1,18  | –     |
| Concentrazione di Unità Rurale                   | 6 377   | 0,65  | –     |
| Partito Repubblicano Italiano                    | 2 766   | 0,28  | –     |
| Movimento Politico Cattolico Italiano            | 803     | 0,08  | –     |
| Totale                                           | 981 995 | 100   | 19    |

### Circoscrizione Mantova-Cremona
| Liste                                            | Voti    | %     | Seggi |
| ------------------------------------------------ | ------- | ----- | ----- |
| Democrazia Cristiana                             | 186 834 | 38,22 | 4     |
| Partito Comunista Italiano                       | 129 384 | 26,46 | 3     |
| Partito Socialista Italiano                      | 100 171 | 20,49 | 2     |
| Partito Liberale Italiano                        | 25 563  | 5,23  | –     |
| Partito Socialista Democratico Italiano          | 22 471  | 4,60  | –     |
| Movimento Sociale Italiano                       | 16 523  | 3,38  | –     |
| Partito Democratico Italiano di Unità Monarchica | 3 734   | 0,76  | –     |
| Concentrazione di Unità Rurale                   | 2 708   | 0,55  | –     |
| Partito Repubblicano Italiano                    | 1 511   | 0,31  | –     |
| Totale                                           | 488 899 | 100   | 9     |

### Circoscrizione Trento-Bolzano
| Liste                                            | Voti    | %     | Seggi |
| ------------------------------------------------ | ------- | ----- | ----- |
| Democrazia Cristiana                             | 191 902 | 39,46 | 5     |
| Partito Popolare Sud Tirolese                    | 135 457 | 27,85 | 3     |
| Partito Socialista Italiano                      | 58 327  | 11,99 | 1     |
| Partito Socialista Democratico Italiano          | 29 975  | 6,16  | –     |
| Partito Comunista Italiano                       | 28 177  | 5,79  | 1     |
| Partito Liberale Italiano                        | 19 598  | 4,03  | –     |
| Movimento Sociale Italiano                       | 16 044  | 3,30  | –     |
| Partito Autonomo Pensionati d'Italia             | 2 217   | 0,46  | –     |
| Partito Democratico Italiano di Unità Monarchica | 2 152   | 0,44  | –     |
| Partito Repubblicano Italiano                    | 1 371   | 0,28  | –     |
| Movimento Combattenti Italiani                   | 1 102   | 0,23  | –     |
| Totale                                           | 486 322 | 100   | 10    |

### Circoscrizione Verona-Padova-Vicenza-Rovigo
| Liste                                            | Voti      | %     | Seggi |
| ------------------------------------------------ | --------- | ----- | ----- |
| Democrazia Cristiana                             | 782 386   | 55,93 | 17    |
| Partito Socialista Italiano                      | 202 954   | 14,51 | 4     |
| Partito Comunista Italiano                       | 188 537   | 13,48 | 4     |
| Partito Liberale Italiano                        | 81 957    | 5,86  | 2     |
| Partito Socialista Democratico Italiano          | 80 725    | 5,77  | 1     |
| Movimento Sociale Italiano                       | 42 342    | 3,03  | 1     |
| Partito Democratico Italiano di Unità Monarchica | 9 340     | 0,67  | –     |
| Partito Autonomo Pensionati d'Italia             | 5 524     | 0,39  | –     |
| Partito Repubblicano Italiano                    | 5 119     | 0,37  | –     |
| Totale                                           | 1 398 884 | 100   | 29    |

### Circoscrizione Venezia-Treviso
| Liste                                            | Voti    | %     | Seggi |
| ------------------------------------------------ | ------- | ----- | ----- |
| Democrazia Cristiana                             | 392 598 | 47,42 | 9     |
| Partito Comunista Italiano                       | 144 771 | 17,48 | 3     |
| Partito Socialista Italiano                      | 143 820 | 17,37 | 3     |
| Partito Socialista Democratico Italiano          | 66 120  | 7,99  | 1     |
| Partito Liberale Italiano                        | 40 385  | 4,88  | 1     |
| Movimento Sociale Italiano                       | 24 558  | 2,97  | –     |
| Partito Democratico Italiano di Unità Monarchica | 6 509   | 0,79  | –     |
| Partito Repubblicano Italiano                    | 5 607   | 0,68  | –     |
| Partito Autonomo Pensionati d'Italia             | 3 635   | 0,44  | –     |
| Totale                                           | 828 003 | 100   | 17    |

### Circoscrizione Udine-Belluno-Gorizia-Pordenone
| Liste                                            | Voti    | %     | Seggi |
| ------------------------------------------------ | ------- | ----- | ----- |
| Democrazia Cristiana                             | 339 899 | 47,38 | 7     |
| Partito Socialista Italiano                      | 112 253 | 15,65 | 2     |
| Partito Comunista Italiano                       | 110 772 | 15,44 | 2     |
| Partito Socialista Democratico Italiano          | 81 441  | 11,35 | 2     |
| Partito Liberale Italiano                        | 32 296  | 4,50  | 1     |
| Movimento Sociale Italiano                       | 29 227  | 4,07  | –     |
| Partito Democratico Italiano di Unità Monarchica | 7 219   | 1,01  | –     |
| Partito Repubblicano Italiano                    | 4 346   | 0,61  | –     |
| Totale                                           | 717 453 | 100   | 14    |

### Circoscrizione Bologna-Ferrara-Ravenna-Forlì
| Liste                                            | Voti      | %     | Seggi |
| ------------------------------------------------ | --------- | ----- | ----- |
| Partito Comunista Italiano                       | 599 644   | 41,86 | 12    |
| Democrazia Cristiana                             | 335 857   | 23,45 | 6     |
| Partito Socialista Italiano                      | 195 367   | 13,64 | 4     |
| Partito Socialista Democratico Italiano          | 93 563    | 6,53  | 2     |
| Partito Liberale Italiano                        | 81 229    | 5,67  | 1     |
| Partito Repubblicano Italiano                    | 70 656    | 4,93  | 1     |
| Movimento Sociale Italiano                       | 46 042    | 3,21  | 1     |
| Partito Democratico Italiano di Unità Monarchica | 5 312     | 0,37  | –     |
| Partito Autonomo Pensionati d'Italia             | 3 064     | 0,21  | –     |
| Concentrazione di Unità Rurale                   | 1 748     | 0,12  | –     |
| Totale                                           | 1 432 482 | 100   | 27    |

### Circoscrizione Parma-Modena-Piacenza-Reggio nell'Emilia
| Liste                                            | Voti      | %     | Seggi |
| ------------------------------------------------ | --------- | ----- | ----- |
| Partito Comunista Italiano                       | 418 045   | 39,16 | 8     |
| Democrazia Cristiana                             | 315 124   | 29,52 | 6     |
| Partito Socialista Italiano                      | 158 558   | 14,85 | 3     |
| Partito Socialista Democratico Italiano          | 73 867    | 6,92  | 1     |
| Partito Liberale Italiano                        | 59 380    | 5,56  | 1     |
| Movimento Sociale Italiano                       | 28 205    | 2,64  | –     |
| Partito Democratico Italiano di Unità Monarchica | 5 763     | 0,54  | –     |
| Concentrazione di Unità Rurale                   | 5 390     | 0,50  | –     |
| Partito Repubblicano Italiano                    | 3 281     | 0,31  | –     |
| Totale                                           | 1 067 613 | 100   | 19    |

### Circoscrizione Firenze-Pistoia
| Liste                                            | Voti    | %     | Seggi    |
| ------------------------------------------------ | ------- | ----- | -------- |
| Partito Comunista Italiano                       | 366 458 | 41,90 | 7        |
| Democrazia Cristiana                             | 251 781 | 28,79 | 5        |
| Partito Socialista Italiano                      | 112 047 | 12,81 | 2        |
| Partito Liberale Italiano                        | 52 036  | 5,95  | 1        |
| Partito Socialista Democratico Italiano          | 48 314  | 5,52  | 1        |
| Movimento Sociale Italiano                       | 31 842  | 3,64  | –        |
| Partito Repubblicano Italiano                    | 4 980   | 0,57  | –        |
| Partito Democratico Italiano di Unità Monarchica | 3 768   | 0,43  | –        |
| Partito Autonomo Pensionati d'Italia             | 3 329   | 0,38  | {{{27}}} |
| Totale                                           | 874 555 | 100   | 16       |

### Circoscrizione Pisa-Livorno-Lucca-Massa Carrara
| Liste                                            | Voti    | %     | Seggi |
| ------------------------------------------------ | ------- | ----- | ----- |
| Democrazia Cristiana                             | 278 049 | 33,45 | 5     |
| Partito Comunista Italiano                       | 265 530 | 31,95 | 5     |
| Partito Socialista Italiano                      | 139 826 | 16,82 | 3     |
| Partito Socialista Democratico Italiano          | 49 338  | 5,94  | 1     |
| Movimento Sociale Italiano                       | 37 285  | 4,49  | –     |
| Partito Liberale Italiano                        | 35 123  | 4,23  | –     |
| Partito Repubblicano Italiano                    | 20 001  | 2,41  | 1     |
| Partito Democratico Italiano di Unità Monarchica | 6 010   | 0,72  | –     |
| Totale                                           | 831 162 | 100   | 15    |

### Circoscrizione Siena-Arezzo-Grosseto
| Liste                                            | Voti    | %     | Seggi |
| ------------------------------------------------ | ------- | ----- | ----- |
| Partito Comunista Italiano                       | 232 256 | 43,29 | 5     |
| Democrazia Cristiana                             | 153 749 | 28,66 | 3     |
| Partito Socialista Italiano                      | 77 220  | 14,39 | 2     |
| Partito Socialista Democratico Italiano          | 21 819  | 4,07  | –     |
| Movimento Sociale Italiano                       | 19 951  | 3,72  | –     |
| Partito Liberale Italiano                        | 17 989  | 3,35  | –     |
| Partito Repubblicano Italiano                    | 9 927   | 1,85  | –     |
| Partito Democratico Italiano di Unità Monarchica | 1 782   | 0,33  | –     |
| Partito Autonomo Pensionati d'Italia             | 1 767   | 0,33  | –     |
| Totale                                           | 536 460 | 100   | 10    |

### Circoscrizione Ancona-Pesaro-Macerata-Ascoli Piceno
| Liste                                            | Voti    | %     | Seggi |
| ------------------------------------------------ | ------- | ----- | ----- |
| Democrazia Cristiana                             | 328 181 | 38,34 | 7     |
| Partito Comunista Italiano                       | 256 742 | 30,00 | 6     |
| Partito Socialista Italiano                      | 121 697 | 14,22 | 2     |
| Partito Socialista Democratico Italiano          | 48 492  | 5,67  | 1     |
| Movimento Sociale Italiano                       | 38 724  | 4,52  | 1     |
| Partito Liberale Italiano                        | 34 292  | 4,01  | 1     |
| Partito Repubblicano Italiano                    | 23 258  | 2,72  | 1     |
| Partito Democratico Italiano di Unità Monarchica | 4 510   | 0,53  | –     |
| Totale                                           | 855 896 | 100   | 19    |

### Circoscrizione Perugia-Terni-Rieti
| Liste                                            | Voti    | %     | Seggi |
| ------------------------------------------------ | ------- | ----- | ----- |
| Partito Comunista Italiano                       | 219 628 | 36,02 | 5     |
| Democrazia Cristiana                             | 194 579 | 31,91 | 4     |
| Partito Socialista Italiano                      | 96 365  | 15,80 | 2     |
| Movimento Sociale Italiano                       | 39 598  | 6,49  | 1     |
| Partito Socialista Democratico Italiano          | 22 235  | 3,65  | –     |
| Partito Liberale Italiano                        | 21 112  | 3,46  | –     |
| Partito Repubblicano Italiano                    | 11 706  | 1,92  | –     |
| Partito Democratico Italiano di Unità Monarchica | 2 991   | 0,49  | –     |
| Concentrazione di Unità Rurale                   | 847     | 0,14  | –     |
| Rinnovamento Sociale                             | 658     | 0,11  | –     |
| Totale                                           | 609 719 | 100   | 12    |

### Circoscrizione Roma-Viterbo-Latina-Frosinone
| Liste                                            | Voti      | %     | Seggi |
| ------------------------------------------------ | --------- | ----- | ----- |
| Democrazia Cristiana                             | 781 484   | 33,24 | 16    |
| Partito Comunista Italiano                       | 602 771   | 25,63 | 12    |
| Partito Socialista Italiano                      | 278 940   | 11,86 | 6     |
| Movimento Sociale Italiano                       | 237 333   | 10,09 | 5     |
| Partito Liberale Italiano                        | 196 954   | 8,38  | 4     |
| Partito Socialista Democratico Italiano          | 137 566   | 5,85  | 3     |
| Partito Democratico Italiano di Unità Monarchica | 44 793    | 1,90  | 1     |
| Partito Repubblicano Italiano                    | 42 626    | 1,81  | 1     |
| Partito Autonomo Pensionati d'Italia             | 9 059     | 0,39  | –     |
| Partito Socialista Cristiano                     | 6 873     | 0,29  | –     |
| Partito Monarchico Nazionale                     | 6 472     | 0,28  | –     |
| Movimento Combattenti Italiani                   | 2 479     | 0,11  | –     |
| Movimento Popolare Italiano                      | 1 621     | 0,07  | –     |
| Avanguardia Nazionale                            | 959       | 0,04  | –     |
| Partito Laburista Italiano                       | 755       | 0,03  | –     |
| Rinnovamento Sociale                             | 689       | 0,03  | –     |
| Totale                                           | 2 351 374 | 100   | 48    |

### Circoscrizione L'Aquila-Pescara-Chieti-Teramo
| Liste                                            | Voti    | %     | Seggi |
| ------------------------------------------------ | ------- | ----- | ----- |
| Democrazia Cristiana                             | 311 274 | 45,44 | 7     |
| Partito Comunista Italiano                       | 167 404 | 24,44 | 4     |
| Partito Socialista Italiano                      | 78 598  | 11,47 | 2     |
| Partito Socialista Democratico Italiano          | 37 910  | 5,53  | 1     |
| Movimento Sociale Italiano                       | 37 153  | 5,42  | 1     |
| Partito Liberale Italiano                        | 30 297  | 4,42  | 1     |
| Partito Democratico Italiano di Unità Monarchica | 10 616  | 1,55  | –     |
| Partito Repubblicano Italiano                    | 7 071   | 1,03  | –     |
| Partito Autonomo Pensionati d'Italia             | 2 697   | 0,39  | –     |
| Movimento Politico Cattolico Italiano            | 2 045   | 0,30  | –     |
| Totale                                           | 685 065 | 100   | 16    |

### Circoscrizione Campobasso-Isernia
| Liste                                            | Voti    | %     | Seggi |
| ------------------------------------------------ | ------- | ----- | ----- |
| Democrazia Cristiana                             | 98 476  | 51,44 | 3     |
| Partito Comunista Italiano                       | 31 529  | 16,47 | 1     |
| Partito Liberale Italiano                        | 18 609  | 9,72  | –     |
| Partito Socialista Italiano                      | 17 084  | 8,92  | –     |
| Partito Socialista Democratico Italiano          | 9 161   | 4,79  | –     |
| Movimento Sociale Italiano                       | 8 876   | 4,64  | –     |
| Partito Democratico Italiano di Unità Monarchica | 4 626   | 2,42  | –     |
| Partito Repubblicano Italiano                    | 3 060   | 1,60  | –     |
| Totale                                           | 191 421 | 100   | 4     |

### Circoscrizione Napoli-Caserta
| Liste                                            | Voti      | %     | Seggi |
| ------------------------------------------------ | --------- | ----- | ----- |
| Democrazia Cristiana                             | 612 493   | 38,14 | 15    |
| Partito Comunista Italiano                       | 395 165   | 24,60 | 10    |
| Partito Socialista Italiano                      | 186 867   | 11,64 | 4     |
| Partito Liberale Italiano                        | 106 988   | 6,66  | 2     |
| Partito Democratico Italiano di Unità Monarchica | 104 467   | 6,50  | 3     |
| Movimento Sociale Italiano                       | 97 860    | 6,09  | 2     |
| Partito Socialista Democratico Italiano          | 80 997    | 5,04  | 2     |
| Partito Repubblicano Italiano                    | 10 800    | 0,67  | –     |
| Partito Autonomo Pensionati d'Italia             | 4 942     | 0,31  | –     |
| Unione Nazionale di Salute Pubblica              | 2 926     | 0,18  | –     |
| Movimento Combattenti Italiani                   | 2 534     | 0,16  | –     |
| Totale                                           | 1 606 039 | 100   | 38    |

### Circoscrizione Benevento-Avellino-Salerno
| Liste                                            | Voti    | %     | Seggi |
| ------------------------------------------------ | ------- | ----- | ----- |
| Democrazia Cristiana                             | 375 564 | 42,41 | 10    |
| Partito Comunista Italiano                       | 160 589 | 18,13 | 4     |
| Partito Socialista Italiano                      | 90 362  | 10,20 | 2     |
| Partito Socialista Democratico Italiano          | 67 444  | 7,62  | 2     |
| Movimento Sociale Italiano                       | 63 785  | 7,20  | 1     |
| Partito Liberale Italiano                        | 59 621  | 6,73  | 1     |
| Partito Democratico Italiano di Unità Monarchica | 51 403  | 5,80  | 1     |
| Partito Repubblicano Italiano                    | 13 074  | 1,48  | –     |
| Partito Autonomo Pensionati d'Italia             | 3 710   | 0,42  | –     |
| Totale                                           | 885 552 | 100   | 21    |

### Circoscrizione Bari-Foggia
| Liste                                            | Voti      | %     | Seggi |
| ------------------------------------------------ | --------- | ----- | ----- |
| Democrazia Cristiana                             | 413 966   | 40,90 | 10    |
| Partito Comunista Italiano                       | 297 359   | 29,38 | 7     |
| Partito Socialista Italiano                      | 106 731   | 10,55 | 3     |
| Movimento Sociale Italiano                       | 71 441    | 7,06  | 1     |
| Partito Socialista Democratico Italiano          | 37 796    | 3,73  | 1     |
| Partito Liberale Italiano                        | 35 367    | 3,49  | 1     |
| Partito Democratico Italiano di Unità Monarchica | 23 273    | 2,30  | –     |
| Concentrazione di Unità Rurale                   | 12 393    | 1,22  | –     |
| Partito Repubblicano Italiano                    | 7 901     | 0,78  | –     |
| Partito Autonomo Pensionati d'Italia             | 4 215     | 0,42  | –     |
| Movimento Combattenti Italiani                   | 1 280     | 0,13  | –     |
| Rinnovamento Sociale                             | 403       | 0,04  | –     |
| Totale                                           | 1 012 125 | 100   | 23    |

### Circoscrizione Lecce-Brindisi-Taranto
| Liste                                            | Voti    | %     | Seggi |
| ------------------------------------------------ | ------- | ----- | ----- |
| Democrazia Cristiana                             | 369 311 | 46,14 | 9     |
| Partito Comunista Italiano                       | 178 202 | 22,27 | 4     |
| Partito Socialista Italiano                      | 86 865  | 10,85 | 2     |
| Movimento Sociale Italiano                       | 75 015  | 9,37  | 2     |
| Partito Liberale Italiano                        | 30 116  | 3,76  | 1     |
| Partito Socialista Democratico Italiano          | 28 610  | 3,57  | –     |
| Partito Democratico Italiano di Unità Monarchica | 12 316  | 1,54  | –     |
| Concentrazione di Unità Rurale                   | 9 392   | 1,17  | –     |
| Partito Repubblicano Italiano                    | 7 668   | 0,96  | –     |
| Partito Autonomo Pensionati d'Italia             | 2 833   | 0,35  | –     |
| Totale                                           | 800 328 | 100   | 18    |

### Circoscrizione Potenza-Matera
| Liste                                            | Voti    | %     | Seggi |
| ------------------------------------------------ | ------- | ----- | ----- |
| Democrazia Cristiana                             | 139 342 | 42,54 | 4     |
| Partito Comunista Italiano                       | 94 748  | 28,92 | 3     |
| Partito Socialista Italiano                      | 33 754  | 10,30 | 1     |
| Partito Socialista Democratico Italiano          | 19 003  | 5,80  | –     |
| Movimento Sociale Italiano                       | 17 955  | 5,48  | –     |
| Partito Liberale Italiano                        | 14 040  | 4,29  | –     |
| Partito Democratico Italiano di Unità Monarchica | 3 462   | 1,06  | –     |
| Concentrazione di Unità Rurale                   | 3 003   | 0,92  | –     |
| Partito Repubblicano Italiano                    | 2 269   | 0,69  | –     |
| Totale                                           | 327 576 | 100   | 8     |

### Circoscrizione Catanzaro-Cosenza-Reggio Calabria
| Liste                                            | Voti    | %     | Seggi |
| ------------------------------------------------ | ------- | ----- | ----- |
| Democrazia Cristiana                             | 433 987 | 43,95 | 12    |
| Partito Comunista Italiano                       | 259 326 | 26,26 | 7     |
| Partito Socialista Italiano                      | 128 753 | 13,04 | 3     |
| Movimento Sociale Italiano                       | 68 200  | 6,91  | 2     |
| Partito Liberale Italiano                        | 34 327  | 3,48  | 1     |
| Partito Socialista Democratico Italiano          | 29 426  | 2,98  | 1     |
| Partito Democratico Italiano di Unità Monarchica | 17 802  | 1,80  | –     |
| Partito Repubblicano Italiano                    | 13 712  | 1,39  | –     |
| Movimento Combattenti Italiani                   | 1 995   | 0,20  | –     |
| Totale                                           | 987 528 | 100   | 26    |

### Circoscrizione Catania-Messina-Siracusa-Ragusa-Enna
| Liste                                            | Voti      | %     | Seggi |
| ------------------------------------------------ | --------- | ----- | ----- |
| Democrazia Cristiana                             | 499 545   | 39,38 | 12    |
| Partito Comunista Italiano                       | 292 900   | 23,09 | 7     |
| Partito Socialista Italiano                      | 132 244   | 10,42 | 3     |
| Partito Liberale Italiano                        | 125 334   | 9,88  | 3     |
| Movimento Sociale Italiano                       | 93 656    | 7,38  | 2     |
| Partito Socialista Democratico Italiano          | 67 777    | 5,34  | 1     |
| Partito Democratico Italiano di Unità Monarchica | 30 620    | 2,41  | 1     |
| Partito Repubblicano Italiano                    | 14 779    | 1,17  | –     |
| Concentrazione di Unità Rurale                   | 11 718    | 0,92  | –     |
| Totale                                           | 1 268 573 | 100   | 29    |

### Circoscrizione Palermo-Trapani-Agrigento-Caltanissetta
| Liste                                            | Voti      | %     | Seggi |
| ------------------------------------------------ | --------- | ----- | ----- |
| Democrazia Cristiana                             | 448 856   | 38,13 | 12    |
| Partito Comunista Italiano                       | 286 294   | 24,32 | 7     |
| Partito Socialista Italiano                      | 135 038   | 11,47 | 3     |
| Partito Liberale Italiano                        | 89 852    | 7,63  | 2     |
| Movimento Sociale Italiano                       | 83 925    | 7,13  | 2     |
| Partito Socialista Democratico Italiano          | 39 070    | 3,32  | 1     |
| Partito Democratico Italiano di Unità Monarchica | 37 757    | 3,21  | 1     |
| Partito Repubblicano Italiano                    | 35 809    | 3,04  | 1     |
| Partito Autonomo Pensionati d'Italia             | 9 628     | 0,82  | –     |
| Concentrazione di Unità Rurale                   | 8 408     | 0,71  | –     |
| Movimento Coltivatori e Salariati                | 2 685     | 0,23  | –     |
| Totale                                           | 1 177 322 | 100   | 29    |

### Circoscrizione Cagliari-Sassari-Nuoro-Oristano
| Liste                                            | Voti    | %     | Seggi |
| ------------------------------------------------ | ------- | ----- | ----- |
| Democrazia Cristiana                             | 308 754 | 42,54 | 8     |
| Partito Comunista Italiano                       | 163 232 | 22,49 | 4     |
| Partito Socialista Italiano                      | 80 227  | 11,05 | 2     |
| Partito Liberale Italiano                        | 41 993  | 5,79  | 1     |
| Movimento Sociale Italiano                       | 41 978  | 5,78  | 1     |
| Partito Repubblicano Italiano                    | 29 425  | 4,05  | 1     |
| Partito Democratico Italiano di Unità Monarchica | 27 177  | 3,74  | 1     |
| Partito Socialista Democratico Italiano          | 26 661  | 3,67  | –     |
| Partito Autonomo Pensionati d'Italia             | 6 394   | 0,88  | –     |
| Totale                                           | 725 841 | 100   | 18    |

### Circoscrizione Valle d'Aosta
| Liste                      | Voti   | %     | Seggi |
| -------------------------- | ------ | ----- | ----- |
| Union Valdôtaine           | 31 844 | 49,82 | 1     |
| Democrazia Cristiana       | 30 708 | 48,04 | –     |
| Movimento Sociale Italiano | 1 372  | 2,15  | –     |
| Totale                     | 63 924 | 100   | 1     |

### Circoscrizione Trieste
| Liste                                            | Voti    | %     | Seggi |
| ------------------------------------------------ | ------- | ----- | ----- |
| Democrazia Cristiana                             | 70 352  | 32,19 | 2     |
| Partito Comunista Italiano                       | 51 384  | 23,51 | 1     |
| Movimento Sociale Italiano                       | 26 003  | 11,90 | –     |
| Partito Liberale Italiano                        | 19 744  | 9,03  | –     |
| Partito Socialista Democratico Italiano          | 19 281  | 8,82  | –     |
| Partito Socialista Italiano                      | 15 302  | 7,00  | –     |
| Lista Unitaria Slovena                           | 5 679   | 2,60  | –     |
| Movimento per l'Indipendenza del TLT             | 4 261   | 1,95  | –     |
| Partito Repubblicano Italiano                    | 4 227   | 1,93  | –     |
| Partito Democratico Italiano di Unità Monarchica | 1 661   | 0,76  | –     |
| Movimento Combattenti Italiani                   | 638     | 0,29  | –     |
| Totale                                           | 218 532 | 100   | 3     |